# 월경과다
월경과다(月經過多, 영어: hypermenorrhea 또는 menorrhagia 또는 heavy menstrual bleeding, HMB)는 과도한 출혈이 있거나 월경기간이 긴 월경이다. 비정상 자궁 출혈 (AUB, abnomal uterine bleeding)의 일종이다.
비정상적인 자궁 출혈은 생식 관의 구조적 이상, 무배란, 출혈 장애, 호르몬 문제 (갑상선 기능 저하증 등) 또는 생식관암으로 인해 발생할 수 있다. 초기 평가는 임신 상태, 폐경기 상태 및 출혈의 원인을 파악하는 것을 목표로 한다. 정의로는 출혈이 7일 이상 지속되거나 80mL 이상의 출혈이 발생하는 것이다.
치료는 원인, 중증도 및 삶의 질에 따라 다르다. 초기 치료에는 종종 피임약도 포함된다. Tranexamic acid, danazol, progesterone IUD 및 NSAIDs 도 도움이된다. 수술은 다른 치료법으로 증상이 잘 조절되지 않는 사람들에게 효과적일 수 있다. 1000명의 여성 중 약 53명이 비정상 자궁 출혈의 영향을 받는다.

## 징후 및 증상
정상적인 월경주기는 21~35일이며, 출혈은 평균 5일, 총 혈류량은 25~80mL이다. 월경과다는 주기 당 총 혈량이 80ml 이상이다. 월경 빈도, 월경 기간 또는 혈량의 편차는 비정상적인 자궁 출혈로 간주된다. 월경기간 사이의 출혈도 비정상적인 자궁 출혈이므로 추가 평가가 필요하다.
과도한 월경 출혈은 합병증의 초기 증상이 될 수 있다. 과도한 출혈은 피로, 숨가쁨 및 쇠약으로 나타나는 빈혈로 이어질 수 있다. 빈혈은 혈액 검사로 진단 할 수 있다.

## 원인
일반적으로 원인을 식별 할 수 없으며 치료는 특정 기전보다는 증상에 따라 진행된다. 그러나 배제해야 할 비정상 자궁 출혈의 알려진 원인이 있다. 출혈의 성격에 근거한 가장 일반적인 원인은 아래에 나열되어 있으며 그 다음으로 출혈의 드문 원인인 응고 장애가 있다.

### 알려진 원인
- 과도한 양의 월경이지만 정상적인 주기 :
  - 무통 :
    - 섬유종 (평활근종) — 자궁벽의 섬유종 이 중앙 강으로 돌출되어 자궁 내막 표면적을 증가시킬 경우 출혈이 증가한다.
    - 응고 결함 (희귀) — 자궁 내막의 혈관에서 출혈이 일어나 정상적인 응고 과정으로 혈류를 제한하고 결국 지혈된다. 따라서 혈소판의 혈액 장애 (ITP) 또는 응고 (폰 빌레 브란트 병) 또는 항응고제 (와파린)의 사용이 처치 가능한 희귀한 원인이 될 수 있다. 또한 혈소판 기능 검사는 혈소판 기능 이상을 확인하는 데 사용될 수 있다.
    - 자궁 내막 암 - 월경기간 사이 또는 폐경 후에도 불규칙한 출혈이 있을 수 있다. (폐경 후 출혈 또는 PMB)
    - 자궁 내막 폴립

  - 고통 스러움 (월경통과 관련됨) :
    - 골반 염증성 질환
    - 자궁 내막증 -자궁 내막 조직이 자궁 바깥으로 확장되면 고통스럽고 비정상적인 출혈을 유발한다.
    - 선근증 -자궁 내막 조직이 자궁벽으로 확장되어 고통스럽고 비정상적인 출혈을 유발한다.
    - 임신 관련 합병증 (예 : 유산)
- 짧은 주기 (21일 미만)이지만 정상적인 월경이다.
- 짧은 주기와 과도한 월경은 난소 기능 장애로 발생 할 수 있고, 종양에 의한 혈관 막힘으로 이차적으로도 발생할 수 있다.
- 다낭성 난소 증후군 .[3]
- 전신적 원인 : 갑상선 질환, 과도한 정서적 / 신체적 스트레스.
- 성병 감염

### 오메가6 및 프로스타글란딘
월경과다는 자궁 조직의 오메가-6 AA 증가와 관련이 있다. 월경과다가있는 여성의 자궁 내막은 정상적인 월경을 가진 여성과 비교할 때 프로스타글란딘 (E2, F2alpha 등) 수치가 더 높다. 프로스타글란딘은 오메가6 축적의 부산물이라고 생각된다.

## 진단
NICE 지침에는 다음과 같이 명시되어 있다. "월경과다 증상이 있는 1차 진료를 받는 많은 여성은 추가 검사나 조사 없이 치료를 받을 수 있다. 그러나 병력이나 검사에서 구조적 또는 자궁내막 병리를 시사하거나 초기 치료가 실패한 여성의 경우 진단기술을 통한 검사가 타당 할 수 있다. " 진단은 대개 완전한 병력을 얻은 다음 신체 검사와 질 초음파 검사를 통해 이루어진다. 필요한 경우 임상검사 또는 자궁경 검사를 사용할 수 있다. 다음은 의료 전문가가 비정상적인 자궁 출혈의 원인을 확인하기 위해 사용할 수 있는 진단 절차 목록이다.
- 출혈이 하부 생식 관 (질, 자궁 경부) 또는 직장에서 발생하지 않았는지 확인하기 위한 골반 및 직장 검사.
- 자궁 경부 종양을 배제하기 위한 자궁 경부 세포진 검사.
- 골반 초음파 검사는 구조적 이상을 식별하기 위한 1차 진단이다.[12]
- 고위험 자궁 내막 암 또는 비정형 증식 또는 악성 종양이 있는 여성의 자궁 내막 생검.[11]
- 자궁경 검사 (마취)
- 갑상선 기능 저하증을 배제하기 위한 갑상선 자극 호르몬과 갑상선 자극호르몬 방출 호르몬[13]

## 치료
근본 원인을 확인할 수 있는 경우 이에 대해 치료를 할 수 있다. 초경과 갱년기의 월경과다는 있을 수 있는 자연스러운 일이다.
출혈의 정도가 경미하면 여성이 생각할 수 있는 것은 불길한 근본적인 원인이 없다는 확신뿐이다. 출혈로 인해 빈혈이 발생하면 철분제를 섭취해 정상적인 헤모글로빈 수치로 회복 할 수 있다.
월경과다가 있고 병리가 확인되지 않거나, 3cm미만의 섬유종이 예상, 확정된 자궁선근증이 있는 여성을 위한 1차 치료 옵션은 레보 놀 게스트 렐 방출 자궁 내 시스템 (LNG-IUS)이다. 임상 시험 증거로는 LNG-IUS가 월경과다 및 삶의 질 측면에서 다른 치료보다 더 좋을 수 있음을 시사한다.
일반적으로 경구용 복합 피임약 또는 프로게스테론 전용 알약을 몇 달 동안 복용할 수 있지만, 장기 치료를 위해 Depo Provera 접종 또는 최근 프로게스테론방출 자궁 내 시스템 (IUS)의 대안을 사용할 수 있다. 특히, estradiol valerate와 dienogest를 포함하는 경구 피임약이 tranexamic acid, NSAID 및 IUD보다 더 효과적 일수 있다. 섬유종은 호르몬 치료에 반응 할 수 있으며 그렇지 않은 경우 외과적 제거가 필요할 수 있다. 호르몬 치료와 관련하여 NICE 가이드 라인은 "자궁 섬유종에 대한 MRI-유도 경피 집속 초음파에서 프로게스토겐 전용 알약, 주사 가능한 프로게스토겐 또는 프로게스토겐 주입에 대한 증거는 발견되지 않았다."라고 말한다. 프로게스토겐 알약은 단기 또는 장기 복용시 LNG-IUS 또는 Tranexamic acid 만큼 출혈을 줄이는데 효과적이지 않다.
NICE 지침에 따르면 여성의 경우(월경과다가 있고 확실하지 않은 병리나 섬유종이 3개 미만) 약학적 치료를 원하지 않고 생식력을 보존하고 싶지 않은 경우, 수술을 1차 치료로 고려할 수 있다. 옵션으로는 자궁 적출술과 2세대 자궁 내막 절제가 있다. 2세대 자궁 내막 절제보다 자궁 적출술이 더 효과적이다.
혈전 용해 효소를 억제하여 출혈을 줄이는 Tranexamic acid 치료는 NSAIDs와 같은 항염증 치료보다 효과적이지만 LNG-IUS보다 덜 효과적이다. 트라넥삼산제(Tranexamic acid tablets)는 혈액손실을 최대 50%까지 줄일 수 있다. 이것은 이전에 언급된 호르몬 약물과 같이 복용할 수 있다.
NSAIDs는 또한 월경 과다 출혈을 평균 20-46% 감소시키는 데 사용된다. 이를 위해 NSAIDs는 월경주기의 5일간만 투여되는데 가장 흔한 소화 불량을 제한한다.
과다한 월경 출혈에 대한 확실한 치료법은 자궁 적출술(자궁 제거)을 시행하는 것이다. 시술의 위험을 수술 후 심부정맥 혈전증의 위험을 줄이기 위한 방법으 줄여왔으며 전방 복부에서 하던것을 질 접근으로 바꿔 환자의 불편과 회복 시간을 크게 최소화했다. 그러나 광범위한 섬유종은 질 접근으로 제거하기에는 어려움이 있을 수 있다. 작은 섬유종은 국소 제거(근종 절제술)로 치료할 수 있다. 또 수술 기법은 자궁 내막 절제(열소작술)이다. 자궁 내막 절제의 효과는 아마도 LNG-IUS의 효과와 유사하지만 월경과다를 개선하기 위해 자궁 적출술이 LNG-IUS보다 나은지 나쁜지에 대한 증거는 불확실하다.

### 약물
다음것들은 영국 National Institute for Health and Clinical Excellence에 의해 평가되었다.
- 첫 줄
  - 프로게스테론이있는 자궁 내 장치
- 두 번째 줄
  - 항섬유소용해제 Tranexamic acid
  - 비스테로이드성 항염증제 NSAIDs
  - 자궁 내막의 증식을 방지하기 위한 복합 경구 피임약
- 세 번째 줄
  - 자궁 내막의 증식을 방지하기위한 경구 프로게스토겐 (norethisterone)
  - 프로게스토겐 접종 ( Depo Provera )
- 다른 옵션
  - 성선자극호르몬 방출 호르몬 작용제

### 수술
- 확장 및 소파술 (D&C) 은 단순 과다한 월경 출혈의 경우 권장되지 않으며, 자연 유산이 불완전 할 경우에 한다.[23]
- 자궁 내막 절제술은 활동적 또는 최근 생식기 또는 골반 감염, 알거나 의심되는 자궁 내막 증식 또는 악성 종양이 있는 여성에게는 권장되지 않는다.[24]
- 자궁 동맥 색전술 (UAE) : 심각한 합병증의 비율은 근종 절제술 또는 자궁 적출술과 비슷하다. 그러나 자궁 동맥 색전술은 경미한 합병증의 위험이 증가하고 2~5년 이내에 재수술이 필요하다.[25]
- 자궁경 근종 절제술로 3cm 이상의 섬유종 제거
- 자궁 적출술

영국에서 과다한 월경 출혈에 대한 자궁 적출술의 횟수는 1989년과 2003년 사이에 거의 절반으로 줄었다. 여기에는 여러 가지 원인이 있다. 더 나은 의학적 관리, 자궁 내막 절제, 특히 IUS의 도입으로 지역 사회에 유입되고 전문의 의뢰가 필요하지 않게 되었다. 한 연구에서는 여성의 최대 64%가 수술을 취소했다.

## 합병증
장기간 월경과 양이 많은 월경의 집단 고통 외에도 시간이 지나면서 신체 철분 보유량 또는 혈액 보충 속도보다 혈액손실이 나게 된다면 빈혈로 이어진다. 빈혈로 인한 증상으로는 숨가쁨, 피로, 쇠약, 따끔 거림과 손가락과 발가락의 저림, 두통, 우울증, 더 쉽게 감기에 걸림, 집중력 저하 등이 있다.

## 같이 보기
- 월경